# Józef Gach
Józef Gach (ur. 17 czerwca 1942 w Mikołowie, zm. 13 grudnia 2009 w Rybniku) – polski piłkarz i trener.

## Sukcesy

### Klubowe

#### Wisła Kraków
- Mistrzostwo II ligiː 1964/1965
- Wicemistrzostwo Polskiː 1965/1966
- Puchar Polskiː 1966/1967